# Copa dos Campeões de Voleibol Masculino de 2013
A Copa dos Campeões de Voleibol Masculino de 2013 foi a sexta edição desta competição internacional realizada a cada quatro anos, sob chancela da Federação Internacional de Voleibol (FIVB).
Sempre a ocorrer no ano posterior aos Jogos Olímpicos e com sede no Japão, em 2013 foi disputada entre os dias 19 e 24 de novembro nas cidades de Kyoto e Tóquio. Se iniciou dois dias após a conclusão do torneio feminino.
Pela terceira vez consecutiva o Brasil conquistou o título, sendo este o quarto campeonato no total.

## Formato
A competição foi disputada por seis seleções no sistema de pontos corridos, onde todos se enfrentaram em um grupo único. A equipe que somou mais pontos, ao final das cinco rodadas, foi declarada campeã.

## Equipes participantes
Participaram da Copa dos Campeões as quatro seleções campeãs dos seus respectivos torneios continentais (Ásia, América do Norte e Central, América do Sul e Europa), mais uma equipe convidada pela organização, além do Japão por ser o país-sede.
Em 10 de agosto o Brasil classificou-se ao vencer o Campeonato Sul-Americano. Os Estados Unidos obtiveram classificação ao conquistar o Campeonato da NORCECA em 28 de setembro. No dia seguinte foi definido o campeão europeu, onde o título ficou com a Rússia. Em 6 de outubro foi definida a vaga do Irã, ao conquistar o Campeonato Asiático.
Em 16 de outubro a FIVB anunciou que o convite para essa edição foi atribuída a seleção da Itália.
| Classificação                    | Data                        | Sede                   | Vagas | Classificados  |
| -------------------------------- | --------------------------- | ---------------------- | ----- | -------------- |
| País-sede                        | –                           | –                      | 1     | Japão          |
| Campeonato Sul-Americano de 2013 | 6–10 de agosto              | Brasil                 | 1     | Brasil         |
| Campeonato NORCECA de 2013       | 23–28 de setembro           | Canadá                 | 1     | Estados Unidos |
| Campeonato Europeu de 2013       | 20–29 de setembro           | Dinamarca · Polônia    | 1     | Rússia         |
| Campeonato Asiático de 2013      | 28 de setembro–6 de outubro | Emirados Árabes Unidos | 1     | Irã            |
| Convite                          | –                           | –                      | 1     | Itália         |
| TOTAL                            | TOTAL                       | TOTAL                  | 6     |                |

## Classificação
|     |                |     | Jogos | Jogos | Jogos | Pontos | Pontos | Pontos | Sets | Sets | Sets  |
| Pos | Equipe         | Pts | T     | V     | D     | V      | P      | R      | V    | P    | R     |
| --- | -------------- | --- | ----- | ----- | ----- | ------ | ------ | ------ | ---- | ---- | ----- |
| 1   | Brasil         | 12  | 5     | 4     | 1     | 461    | 428    | 1.077  | 14   | 6    | 2.333 |
| 2   | Rússia         | 11  | 5     | 4     | 1     | 432    | 380    | 1.137  | 13   | 5    | 2.600 |
| 3   | Itália         | 9   | 5     | 2     | 3     | 498    | 477    | 1.044  | 12   | 10   | 1.200 |
| 4   | Irã            | 7   | 5     | 3     | 2     | 439    | 450    | 0.976  | 10   | 10   | 1,000 |
| 5   | Estados Unidos | 6   | 5     | 2     | 3     | 466    | 460    | 1.013  | 8    | 12   | 0.667 |
| 6   | Japão          | 0   | 5     | 0     | 5     | 295    | 396    | 0.745  | 1    | 15   | 0.067 |

## Resultados
As duas primeiras rodadas foram disputadas no Kyoto Prefectural Gymnasium, em Kyoto. As rodadas restantes tiveram jogos no Tokyo Metropolitan Gymnasium, em Tóquio.
Todas as partidas seguem o horário do Japão (UTC+9)
| Data   | Hora  |                    | Placar |                | Set 1 | Set 2 | Set 3 | Set 4 | Set 5 | Total   | Relatório |
| ------ | ----- | ------------------ | ------ | -------------- | ----- | ----- | ----- | ----- | ----- | ------- | --------- |
| 19 nov | 12:10 | ' Itália '         | 3–1    | Rússia         | 28–26 | 25–20 | 19–25 | 27–25 |       | 99–96   | 99–96     |
| 19 nov | 16:10 | Irã                | 1–3    | ' Brasil'      | 16–25 | 17–25 | 27–25 | 23–25 |       | 83–100  | 83–100    |
| 19 nov | 19:10 | ' Estados Unidos ' | 3–1    | Japão          | 25–17 | 25–17 | 21–25 | 25–20 |       | 96–79   | 96–79     |
| 20 nov | 12:10 | Itália             | 2–3    | ' Irã'         | 24–26 | 25–16 | 23–25 | 25–23 | 12–15 | 109–105 | 109–105   |
| 20 nov | 16:10 | ' Brasil '         | 3–0    | Estados Unidos | 31–29 | 25–23 | 25–23 |       |       | 81–75   | 81–75     |
| 20 nov | 19:10 | ' Rússia '         | 3–0    | Japão          | 25–16 | 25–17 | 25–18 |       |       | 75–51   | 75–51     |
| 22 nov | 12:10 | ' Estados Unidos ' | 3–2    | Itália         | 25–21 | 20–25 | 22–25 | 28–26 | 15–13 | 110–110 | 110–110   |
| 22 nov | 16:10 | Irã                | 0–3    | ' Rússia'      | 23–25 | 23–25 | 19–25 |       |       | 65–75   | 65–75     |
| 22 nov | 19:10 | Japão              | 0–3    | ' Brasil'      | 17–25 | 23–25 | 18–25 |       |       | 58–75   | 58–75     |
| 23 nov | 12:10 | ' Irã '            | 3–2    | Estados Unidos | 28–26 | 19–25 | 19–25 | 27–25 | 18–16 | 111–117 | 111–117   |
| 23 nov | 16:10 | ' Rússia '         | 3–2    | Brasil         | 20–25 | 22–25 | 25–21 | 25–17 | 15–9  | 107–97  | 107–97    |
| 23 nov | 19:10 | ' Itália '         | 3–0    | Japão          | 25–16 | 25–21 | 25–21 |       |       | 75–58   | 75–58     |
| 24 nov | 12:10 | ' Brasil '         | 3–2    | Itália         | 25–22 | 25–22 | 23–25 | 20–25 | 15–11 | 108–105 | 108–105   |
| 24 nov | 15:10 | Estados Unidos     | 0–3    | ' Rússia'      | 27–29 | 22–25 | 19–25 |       |       | 68–79   | 68–79     |
| 24 nov | 18:10 | Japão              | 0–3    | ' Irã'         | 17–25 | 18–25 | 14–25 |       |       | 49–75   | 49–75     |

## Classificação final
| Campeão | Vice-campeão | Terceiro lugar |
| BrasilBruno Rezende · Wallace de Souza · Sidnei dos Santos Jr. · Ricardo Lucarelli · Evandro Guerra · Thiago Alves · Luiz Felipe Fonteles · Maurício Souza · Lucas Saatkamp · Maurício Borges · Mário Pedreira Jr. · Raphael Vieira de Oliveira · Éder Carbonera · Lucas Lóh | Rússia Sergey Makarov · Nikolay Apalikov · Sergey Grankin · Evgeny Sivozhelez · Nikolay Pavlov · Alexey Spiridonov · Ilia Zhilin · Andrey Ashchev · Dmitriy Muserskiy · Artem Volvich · Dmitriy Ilinikh · Maksim Mikhailov · Valentin Golubev · Artem Ermakov | Itália Thomas Beretta · Jiří Kovář · Luca Vettori · Ludovico Dolfo · Salvatore Rossini · Ivan Zaytsev · Filippo Lanza · Dragan Travica · Matteo Piano · Emanuele Birarelli · Michele Baranowicz · Giulio Sabbi |

| 4 | Irã            |
| 5 | Estados Unidos |
| 6 | Japão          |

### Prêmios individuais
- MVP (Most Valuable Player):  Dmitriy Muserskiy[1]